# Angie Fielder
Angie Fielder (* 20. Jahrhundert) ist eine australische Filmproduzentin, die bei der Oscarverleihung 2017 gemeinsam mit Emile Sherman und Iain Canning eine Oscar-Nominierung für den Film Lion – Der lange Weg nach Hause in der Kategorie Bester Film erhielt. Ihre Karriere startete 2007 als Produzentin von Kurzfilmen. Seit 2012 produziert sie gelegentlich auch Spielfilme bzw. Fernsehserien.

## Filmografie (Auswahl)
Filmproduzentin
- 2007: Crossbow (Kurzfilm)
- 2008: Niederländischer Zwerg (Netherland Dwarf, Kurzfilm)
- 2016: Lion – Der lange Weg nach Hause (Lion)
- 2019: In deinen Armen (Dirt Music)

Executive Producerin
- 2017: Berlin Syndrome